# Ebira
Ebira (ISO 639-3 ist igb) ist die Sprache des Volkes der Igbira und ist eine nupoide Sprache, welche in den nigerianischen Bundesstaaten Kwara, Nassarawa und Edo von etwa 1.400.000 Menschen gesprochen wird.
Sie ist eine zur Gruppe der West-Benue-Kongo-Sprachen gehörende Sprache. Zusammen mit der Sprache Gade bildet das Ebira die Untergruppe Ebira-Gade, welche mit den edoiden Sprachen wiederum die Niger-Kongo-Sprachfamilie bildet. Es gibt mehrere Dialekte des Ebira: Oken (Hima, ihima), Igara (etuno) und Koto (Igu, ego, ika, wahlt, biri, Panda). 
Ebira ist Verwaltungs- und Handelssprache und wird an Hochschulen gelehrt. Es gibt Radio- und Fernsehprogramme in Ebira. Ihre Sprache wird nur wenig in Grundschulen unterrichtet, das Angebot an TV- und Radioprogrammen in Ebira ist rar. Die Igbira verwenden ihre Sprache nicht, um in Kontakt mit anderen Menschen zu treten (hierzu dient die Amtssprache Englisch). Sprecher anderer Sprachen gebrauchen Ebira, um mit den Igbira zu kommunizieren.